# Мединіч Ольга Володимирівна
Ольга Володимирівна Мединич (16 грудня 1981, Ленінград, СРСР) — російська акторка театру та кіно.

## Життєпис
Народилася 16 грудня 1981 в Ленінград (Нині в Санкт-Петербурзі).
Закінчила Санкт-Петербурзьку Академію театрального мистецтва за спеціальністю «Актриса театру ляльок», курс Н. П. Наумова. Зіграла в навчальних спектаклях «Біографія» по М. Фришу і «Зимова казка» по Вільяму Шекспіру, де виконувала ролі Герміони, Пауліни, Втрати і часу. У 2003 році за виконання номера клоунади «Вішак» актриса була удостоєна диплома «Муза Петербургу», а роком пізніше зайняла 2-ге місце на Московському конкурсі естради ім. Брунова. Після «Зимової казки» Семен Якович Співак запросив її в трупу Молодіжного театру на Фонтанці, де в 2004 році вона дебютувала в спектаклі «Історія Кая та Герди». зіграла більше 20 ролей в кіно і знайома телеглядачам по шоу «Жіноча ліга» та «Велика різниця».

## Особисте життя
Була одружена з петербурзьким оператором. У 2013 році народила сина Дмитра. З 1 березня 2016 року одружена з актором Джемалем Тетруашвілі.

## Вибіркова фільмографія
| Рік  |   | Українська назва                 | Оригінальна назва                | Роль                             |
| ---- | - | -------------------------------- | -------------------------------- | -------------------------------- |
| 2017 | ф | Конверт                          | Конверт                          | Дарина Анікушина                 |
| 2014 | с | Шукаю жінку з дитиною            | Ищу жену с ребёнком              | Лада Калініна, продавчиня квітів |
| 2012 | ф | Джентльмени, удачі!              | Джентльмены, удачи!              | Аліна                            |
| 2011 | ф | All inclusive, або Все включено! | All inclusive, или Всё включено! | Наталя                           |

## Визнання і нагороди
- «Муза Петербургу» (2003)
- 2-е місце на Московському конкурсі естради ім. Б. С. Брунова (2004)
- «Золотий софіт», номінація «Дебют» (2005)
- диплом «Кращий дует», XVII фестиваль «Театри Санкт-Петербурга —- дітям» (2007)
- диплом «Кращий дует», XVII фестиваль «Театри Санкт-Петербурга —- дітям» (2008)
- премія журналу ОК! — «Герой з Мережі»[2]